# تد وایلد
تد وایلد (انگلیسی: Ted Wilde؛ ۱۶ دسامبر ۱۸۸۹ – ۱۷ دسامبر ۱۹۲۹) یک کارگردان، و فیلم‌نامه‌نویس اهل ایالات متحده آمریکا بود.
از آثار او می‌توان به برادر کوچک اشاره نمود.